# 猴探井遊憩區

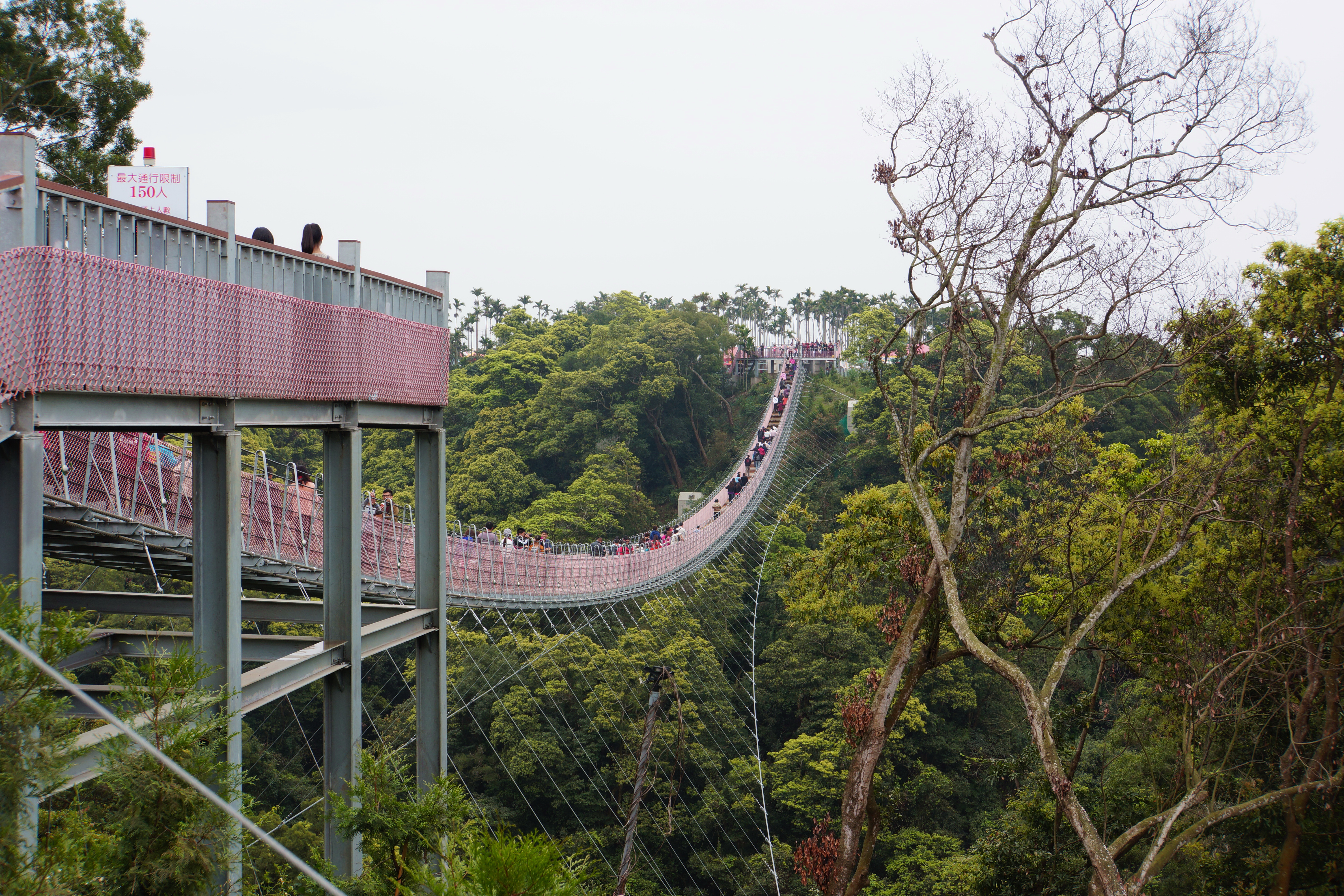
猴探井遊憩區的天空之橋吊橋

猴探井遊憩區，俗稱猴探井，位於南投縣南投市福山里緊鄰彰化縣社頭鄉處，地處八卦台地中段，屬於南投市的新興景點，附近盛產鳳梨、荔枝、茶葉等農產品，上山沿途都是荔枝園，上到台地後茶園與鳳梨園一望無際，因風景優美，此處於假日時經常有遊客騎單車來此地欣賞風景。
猴探井建有自導式解說中心，也規劃花園廊道，該景點並設置尖塔，遊客爬至尖塔最高點後，可以看到整個彰化平原的景觀、甚至可看到出海口，非常壯觀。亦於南側設置吊橋天空之橋跨越谷地。
夜景可以觀看到彰化縣社頭鄉縱貫鐵路的燈光，平常遠眺台灣西海岸最南可達雲林縣麥寮鄉地區，最北可達台中市的台中港地區。在夜間與白天均可觀賞台灣高鐵列車南北往返彰化車站。

## 登山步道
猴探井遊憩區目前有二條登山步道，南線全長0.8公里連接至猴探井遊憩區，北線全長1.6公里連接至星月天空景觀餐廳，環狀線全長3.4公里，起迄站分別為猴探井遊憩區與星月天空景觀餐廳。目前步道缺乏維護，以致路跡不明，草比人高，處於封閉狀態！
| 編號     | 步道長度   | 路程     | 簡介                     |
| -------- | ---------- | -------- | ------------------------ |
| 南線步道 | 約860公尺  | 約15分鐘 | 步道林蔭蔽天，輕鬆易行。 |
| 北線步道 | 約1623公尺 | 約30分鐘 | 步道林蔭蔽天，輕鬆易行。 |

另有石頭公步道，登山口位於長青自行車道，出口是南投市的靈濟宮，總長度2300公尺。

## 外部連結
- 猴探井遊憩區 （页面存档备份，存于）
- 猴探井登山步道 （页面存档备份，存于）